# Val-d'Épy
Val-d'Épy é uma comuna francesa na região administrativa de Borgonha-Franco-Condado, no departamento de Jura. Estende-se por uma área de 25.35 km². Em 2010 a comuna tinha 341 habitantes (densidade: 13,5 hab./km²).
Em 1 de janeiro de 2016, incorporou as antigas comunas de Florentia, Nantey e Senaud ao seu território. Posteriormente, incorporou também a antiga comuna de La Balme-d'Épy, em 1 de janeiro de 2018.